# ルトガー・ハウアー/危険な愛
『ルトガー・ハウアー/危険な愛』（Turks fruit）は、ポール・バーホーベン監督による1973年のオランダの映画である。芸術家と若い女性との恋愛映画であり、ルトガー・ハウアーとモニク・ヴァン・デ・ヴェンが出演している。原作はヤン・ヴォルカースである。日本では劇場未公開で1997年6月6日に『サディスト 愛欲の囁きは破滅の匂い』という題名で字幕版と吹替版のVHSが発売されている。

## キャスト
- モニク・ヴァン・デ・ヴェン（英語版）
- ルトガー・ハウアー
- トニー・ハーデマン（オランダ語版）
- ドルフ・デ・ヴリーズ（英語版）

## 製作
オランダのアムステルダムとアルクマールで撮影が行われた。

## 評価
オランダで最も成功した映画のひとつであり、公開当時のオランダの人口の約27%におよぶ332万8804人が鑑賞した。
第46回アカデミー賞外国語映画賞にノミネートされた。
1999年にはオランダ映画祭で今世紀の最高のオランダ映画賞を受賞した。